# Fabian Juliusz Sarnecki
Fabian Juliusz Sarnecki (ur. 1800 w Żernikach koło Kalisza, zm. 7 maja 1894 w Poznaniu) – polski malarz.

## Życiorys
Pochodził ze zubożałej rodziny ziemiańskiej. Nauki pobierał w Kaliszu, w konwencie pijarów w Rydzynie i Gimnazjum św. Marii Magdaleny w Poznaniu. Udzielał lekcji rysunku córce namiestnika Antoniego Radziwiłła, Elizie. Studiował prawdopodobnie od września 1825 do wiosny 1828 w Akademii w Berlinie, a potem (od początku 1832) w paryskiej pracowni A. Grosa, który wysoko go ocenił. Po drodze odwiedził Lipsk, Weimar, Erfurt, Eisenach i Frankfurt nad Menem. W Paryżu mieszkał w pobliżu Pont Neuf. Do pracowni Grosa dostał się za wstawiennictwem Juliana Ursyna Niemcewicza. Pracował w rezydencji mecenasa sztuki w Jeufosse koło Gaillon. Od 1837 przebywał we Włoszech, gdzie studiował samodzielnie. Pod koniec 1840 powrócił do Poznania, by w 1841 uczestniczyć w organizowanych przez Karola Libelta w Pałacu Działyńskich wykładach na temat rysunku i malarstwa. 
Po 1850 tworzył bardzo mało. Był schorowany i prawie całkowicie ociemniały (pomagała mu wówczas rodzina Seweryna Mielżyńskiego). W 1858 został członkiem Poznańskiego Towarzystwa Przyjaciół Nauk. Pochowany został na cmentarzu farnym w Poznaniu. 

## Twórczość
Uprawiał głównie malarstwo portretowe i pejzażowe. Sportretował m.in. Karola Marcinkowskiego i Józefa Szułdrzyńskiego. Wykonał monumentalny obraz Wjazd Sobieskiego do Wiednia, a także mniejsze dzieła Mistyczne zaślubiny św. Katarzyny, czy Gliński w więzieniu. Dla kasyna Hotelu Bazar wykonał kopię obrazu Jacquesa-Louisa Davida Przejście Napoleona przez Alpy. Z litografii stworzył m.in. Powitanie więźniów Moabitu przed ratuszem poznańskim. Trudnił się również konserwacją obrazów.

## Źródła
- "Polski Słownik Biograficzny" tom 35, str. 205